# ام‌تی‌وی اینترتینمنت استودیوز
ام‌تی‌وی اینترتینمنت استودیوز (انگلیسی: MTV Entertainment Studios) یک استودیوی سرگرمی ام تی وی بازوی تولید فیلم و تلویزیون گروه سرگرمی ام تی وی است که زیرمجموعه ای از بخش شبکه های رسانه ای پارامونت پارامونت گلوبال است. این گروه که در سال ۱۹۹۱ تاسیس شد.